# Rhynchozoon abscondum
Rhynchozoon abscondum är en mossdjursart som beskrevs av Florence, Hayward och Gibbons 2007. Rhynchozoon abscondum ingår i släktet Rhynchozoon och familjen Phidoloporidae. Inga underarter finns listade i Catalogue of Life.